# Seila assimilata
Seila assimilata is een slakkensoort uit de familie van de Cerithiopsidae. De wetenschappelijke naam van de soort is voor het eerst geldig gepubliceerd in 1852 door C. B. Adams.